# María Rojo
María Rojo  (Mexikóváros, Mexikó, 1943. augusztus 15. –) mexikói színésznő és politikus.

## Élete és pályafutása
María Rojo 1943. augusztus 15-én született Mexikóvárosban. Karrierjét 1955-ben kezdte. 2006 és 2012 között szenátor volt. Több telenovellában szerepelt. 2008-ban Soledad Cruz szerepét játszotta a Mindörökké szerelem című telenovellában. 2009-ben megkapta Clemencia szerepét a Vad szív című sorozatban. 2010-ben szerepelt a Mujeres asesinasban.

## Filmográfia
- 2014: Hasta el fin del mundo - Guadalupe 'Lupita' Sánchez de Cruz # 1
- 2012: Cloroformo - Doña Consuelo
- 2012: El albergue - Esperanza
- 2011: Como dice el dicho "A cada un le toca escoger..." - Paca
- 2010: Mujeres asesinas 3 "Las cotuchas, empresaras" - Milagros
- 2010: Gritos de muerte y libertad "El fin de la clandestinidad" - Pedro anyja
- 2010: El infierno - Doña Mari Reyes
- 2010: El atentado - Madre de Arroyo
- 2009: Vad szív (Corazón salvaje) - Clemencia
- 2009: Me importas tú...y tú
- 2008: Mindörökké szerelem (Mañana es para siempre) - Soledad Cruz de Juárez
- 2008: Mujeres asesinas - Emilia Domínguez/Emma Ramírez
- 2008: El garabato
- 2008: Todos hemos pecado - La Perfida
- 2007: La misma luna - Reyna
- 2006: Un mundo maravilloso - Comadre Chismosa 1
- 2005: Casados con hijos - Fabiola
- 2005: Alborada - Victoria Mansera de Oviedo
- 2005: Dos auroras
- 2005: Memento extraño - Nagymama
- 2004: El misterio de los almendros - Doña Josefina
- 2004: El edén - Magda
- 2003: Mariana de la noche - Lucrcia Vargas
- 2002: La duda - Amelia
- 2002: Demasiado amor - Tía Greta
- 2001: Lo que callamos las mujeres "Migrantes"
- 2001: Perfume de violetas, nadie te oye - Yessica anyja
- 2000: Crónica de un desayuno - Luz María
- 2000: Ellas, inocentes o culpables - Martha
- 1998: El amor de mi vida - Sagrario Verti
- 1997: Reclusorio - Gloria Castro
- 1997: De noche vienes, Esmeralda - Esmeralda Loyden
- 1997: Reencuentros - Soledad
- 1997: Alta tensión
- 1996: Doble indemnización - Paulina
- 1996: Los vuelcos del corazón
- 1996: ¿Por qué nosotros no?
- 1996: Te sigo amando - Felipa
- 1996: La antorcha encendida - Doña Josefa Ortiz de Domínguez
- 1996: Salón México - Mercedes
- 1996: La mudanza
- 1996: De muerte natural
- 1995: Midaq Alley - Doña Cata
- 1994: Amor que mata
- 1994: La señorita
- 1993: Buscando el paraíso - Amalia
- 1993: Encuentro inesperado
- 1993: Autum
- 1993: Las mil y una aventuras del metro
- 1993: Móvil pasional
- 1992: La tarea prohibida
- 1992: Tequila
- 1992: Al caer la noche
- 1992: El chupes
- 1992: La casa de los cuchillos
- 1991: Muchachitas
- 1991: Danzón - Julia Solórzano
- 1991: La tarea - Virginia/Maria
- 1991: Triste recuerdo - Esperanza Gomez
- 1991: El extensionista - Guera
- 1991: La leyenda de una máscara - Emilia
- 1991: Intimidades de un cuarto de baño
- 1991: Infamia
- 1991: Vai trabalhar, Vagabundo II
- 1990: Rojo amanecer - Alicia
- 1990: La sombra del ciprés es aladada
- 1990: Morir en el golfo - Conchita
- 1990: Cuando llega el amor - Rosa
- 1989: Lo blanco y lo negro - Andrea
- 1988: Día de muertos
- 1988: Break of Dawn - Maria
- 1988: El otro crimen
- 1987: Lo que importa es vivir - Chabela